# Per Kinde
Per Johan Kinde (Göteborg, 14 d'abril de 1887 – Göteborg, 30 de juny de 1924) va ser un tirador suec que va competir a començaments del segle xx.
El 1920 va prendre part en els Jocs Olímpics d'Anvers, on disputà dues proves del programa de tir. Guanyà la medalla de bronze en la competició de fossa olímpica per equips, mentre en la tir al cérvol, tret simple per equips fou quart.